# DeathSpank
DeathSpank, auch DeathSpank: Orphans of Justice, ist ein Comedy-Action-Rollenspiel, welches von Hothead Games entwickelt und von Electronic Arts veröffentlicht wurde. Das Spiel wurde über PlayStation Network, Xbox Live Arcade und Steam vertrieben.
Mit DeathSpank: Thongs of Virtue und The Baconing erschienen zwei Fortsetzungen.

## Spielprinzip
DeathSpank vereint klassische Rollenspielelemente mit der Komik eines klassischen Adventures. Das Spiel bietet einen lokalen Koop-Modus. Der Spieler kann Glückskekse sammeln, um diese gegen einen Tipp aus dem integrierten Lösungsbuch einzutauschen.

## Technik
Zur Darstellung von Figuren verwendet das Spiel Cel-Shading-Effekte. Die Grafik des Spiels ist an die Ästhetik eines Pop-up-Buches angelehnt.

## Rezeption
Für 4Players stellt das Spiel eine Parodie auf Diablo dar. Spielerisch sei es dabei wenig innovativ. Es böte jedoch viele Missionen, Kombinationsangriffe, die eine taktische Komponente hinzufügen. Die Charakterentwicklung erfolgt hingegen fast vollautomatisch, was als Einschränkung angesehen wird. Die Karte sei unübersichtlich, die Inventarverwaltung unhandlich und eintöniges Gameplay.
Für IGN spielen sich viele Waffen identisch, die meisten Kämpfe laufen auf wildes Gehacke hinaus. Der Spieler erhalte zu wenig Rückmeldung über Treffer. Die größte Stärke des Spiels seien die exzellent geschriebenen und ebenso gut vertonten Dialoge, die jedoch ausschließlich auf Englisch vorliegen.
Für GameStar erinnerten Grafik, Handlung, Figuren, Dialoge an eines der alten und humorvollen LucasArts-Point-and-Click-Adventures. Der Koop-Modus bei Anschluss eines zusätzlichen Controllers am PC, erlaubt nur die Steuerung eines Side-Kicks. Der Held bleibe häufig an der Szenerie hängen oder diese versperre die Sicht. Die Hintergrundmusik wiederhole sich schnell und störe. Das Preis-Leistungs-Verhältnis sei hingegen sehr fair.